# Festival rychlosti v Goodwoodu
Festival rychlosti v Goodwoodu (The Goodwood Festival of Speed) je každoroční závod do vrchu konaný v Sussexu ve Spojeném království. Závodní trať je dlouhá 1,86 km a má celkem 9 zatáček. První ročník uspořádal lord March v roce 1993 na svém panství v Sussexu. Traťový rekord zajel v roce 1999 Nick Heidfeld ve voze McLaren MP4/13 a má hodnotu 0:41:6. Ačkoli se oficiálně jedná o závod, celá akce je spíše přehlídkou sportovních a závodních vozů současných i historických. Součástí akce je i výstava historických vozidel Cartier Style et Luxe.

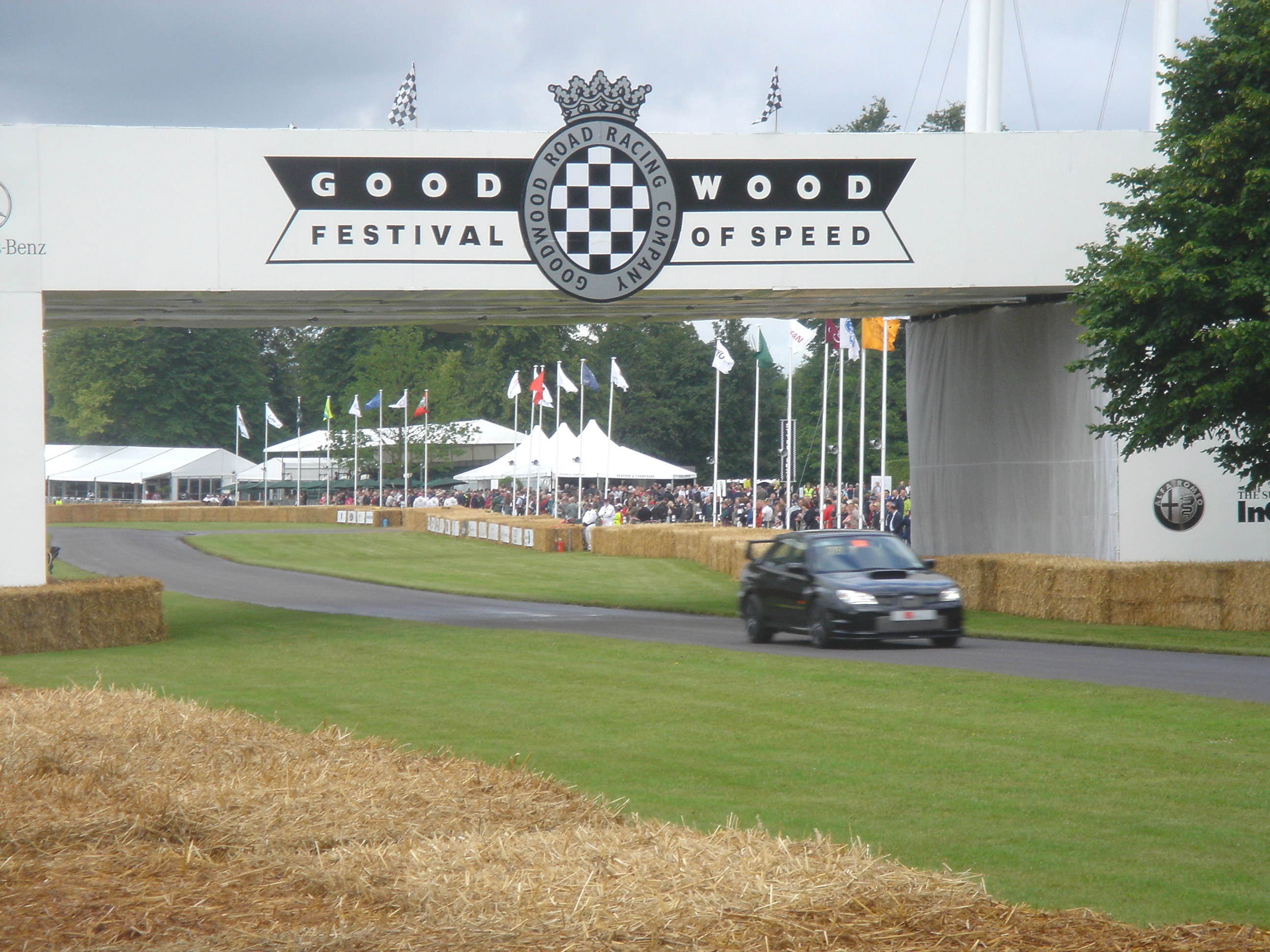
Závodní trať v Goodwoodu

Závodní trať

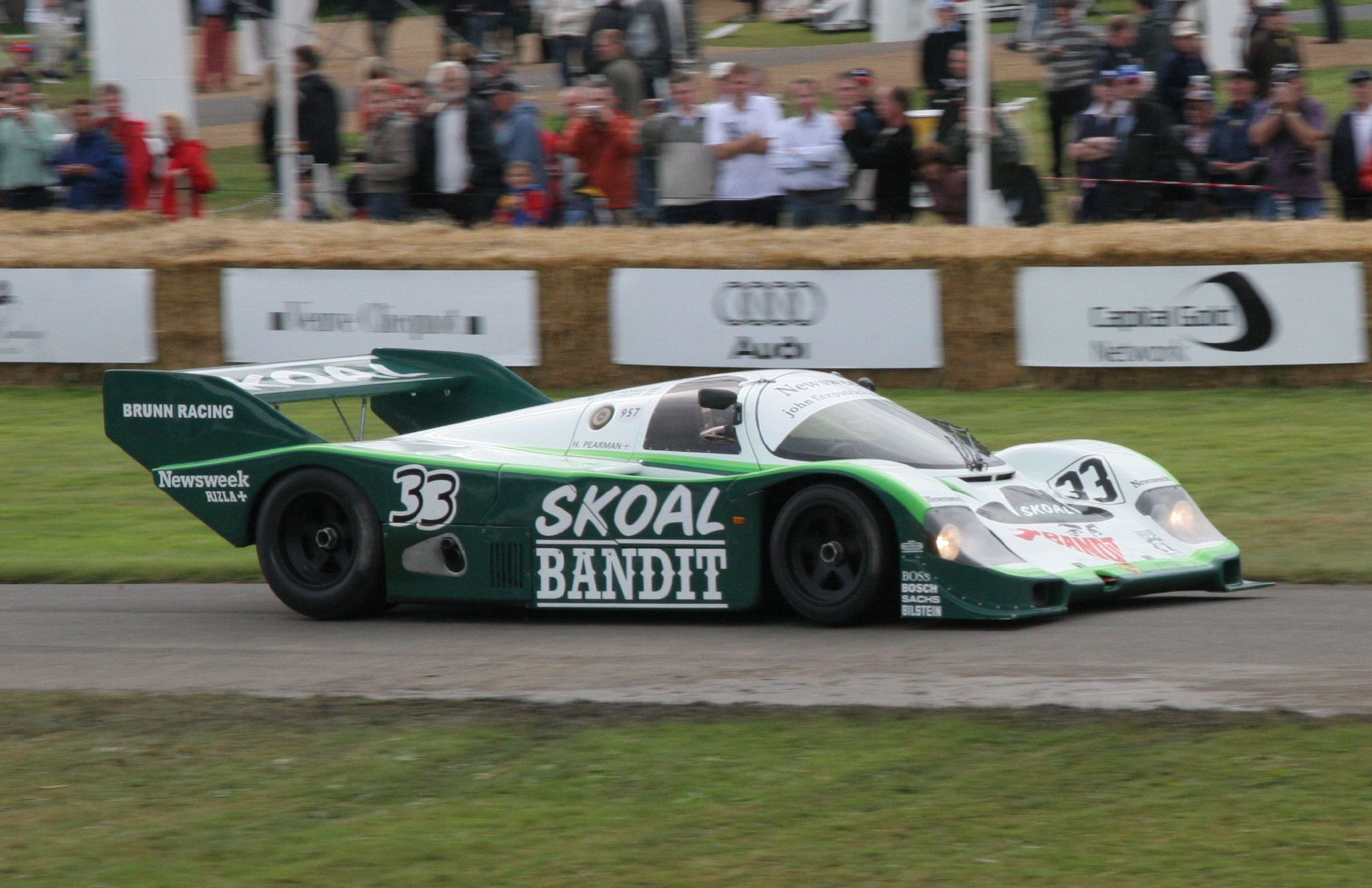
Brunn Racing-Sportwagen, Martin Koenig (GB), Porsche 956 B ; Goodwood Festival of Speed 2007